# Молоде життя
«Молоде́ життя́» — українське пластове видавництво, засноване 1946 року в Мюнхені.

## Історія
Попередником німецького видавництва було «Молоде життя» в Галичині, яке очолював Степан Тисовський, по ньому перебрав відповідальність в 1923–1926 роках Володимир Кузьмович, згодом — Богдан Кравців).
Після заснування У 1946 році в Мюнхені видавництво друкувало переважно видання про Пласт, зокрема журнали «Молоде життя», «Новак», «Пластовий Шлях», а також пластові педагогічні посібники, брошури, листівки тощо.
Згодом видавництво було перетворене на загальноукраїнське, яке видало близько 25 книжок, серед яких низку праць НТШ, журнал «Життя». Видавництво стало відоме після публікації ним Енциклопедії українознавства. Керівником видавництва був Атанас Фіґоль.

## Джерело
- Енциклопедія українознавства : Словникова частина : [в 11 т.] / Наукове товариство імені Шевченка ; гол. ред. проф., д-р Володимир Кубійович. — Париж — Нью-Йорк : Молоде життя, 1966. — Кн. 2, [т. 5] : Місто (продовження) — Перемиська Єпархія. — С. 1641. — ISBN 5-7707-4049-3.